# منصوره (صفد)
منصوره (به عربی: المنصورة) روستایی فلسطینی، واقع در ۳۱ کیلومتری شرق صفد بود.